# Blaugraue Steineule
Die Blaugraue Steineule (Polymixis xanthomista), auch Felsbuschhalden-Graueule genannt, ist ein Schmetterling (Nachtfalter) aus der Familie der Eulenfalter (Noctuidae).

## Merkmale

### Falter
Mit einer Flügelspannweite von 37 bis 44 Millimetern zählen die Falter zu den mittelgroßen Eulenfaltern. Die Weibchen sind deutlich größer und dunkler als die Männchen. Die Grundfärbung der Vorderflügel variiert in verschiedenen Grautönen und reicht von weißgrau über blaugrau bis zu anthrazitgrau. Zuweilen sind orange farbige Überstäubungen vorhanden. Ausschlaggebend für die Färbung der Falter ist die Farbe des Untergrundes im jeweiligen Vorkommensgebiet. Die eingestreuten orange farbigen Schuppen dienen als Tarnung beim Ruhen auf mit gleichfarbigen Flechten bewachsenen Steinen oder Felsen. Nieren- und Ringmakel sind stets heller angelegt und oftmals mit einem kleinen, schwarzen Punkt im Zentrum versehen. Der Mittelschatten hebt sich dunkel hervor. Bei den männlichen Exemplaren sind die Hinterflügel nahezu rein weiß, bei den Weibchen graubraun gefärbt.

### Ei, Raupe, Puppe
Das karminrote Ei hat eine halbkugelige Form und ist mit gewellten Rippen versehen.
Jüngere Raupen haben eine grüne Färbung und zeigen einen weißlichen Seitenstreifen. Bei den erwachsenen Tieren herrscht eine braune Grundfarbe mit leicht dunkler Maserung vor. Der untere Bereich ist etwas heller und zeigt weiße Stigmen.
Die Puppe ist glänzend rotbraun gefärbt und besitzt einen mit zwei Spitzen versehenen knopfförmigen Kremaster.

### Ähnliche Arten
Bei der Gelblichen Steineule (Polymixis flavicincta) überwiegen in der Regel strichförmige, gelbliche statt orange farbige, punktförmige Überstäubungen auf den meist blasseren und kontrastärmeren Vorderflügeln.

## Verbreitung und Lebensraum
Die Verbreitung der Nominatform xanthomista reicht von Nordafrika über das westliche Südeuropa und weiter östlich bis Rumänien, Ungarn und Slowenien. In den Alpen ist sie noch bis auf etwa 2000 Meter Höhe zu finden. Die Tiere sind hauptsächlich in felsenreichen Gebieten wie Geröllhalden, Steinbrüchen, Weinbergen und Muschelkalkhängen anzutreffen. In Großbritannien fliegt die ssp. statices.

## Lebensweise
Die Falter sind nachtaktiv und leben von Ende August bis Mitte Oktober. Sie besuchen gerne künstliche Lichtquellen. Als Futterpflanzen der von Mai bis August lebenden Raupen wird eine Vielzahl unterschiedlicher Pflanzen genannt, beispielsweise Wegerich- (Plantago), Löwenzahn- (Taraxacum), Königskerzen- (Verbascum), Ampfer- (Rumex), oder Geißblattarten (Lonicera) sowie Traubenkirsche (Prunus padus). Die Art überwintert als Ei.

## Gefährdung
Die Blaugraue Steineule fehlt in vielen, insbesondere den nördlichen deutschen Bundesländern und wird auf der Roten Liste gefährdeter Arten auf der Vorwarnliste geführt.

## Systematik
Die Art ist sehr variabel; aber innerhalb Europas werden mit Ausnahme der Population in England keine weiteren Unterarten angegeben. Dagegen sind die Merkmale in verschiedenen Populationen in Nordwestafrika stabil, d. h., es werden derzeit die folgenden sieben Unterarten anerkannt:
- Polymixis xanthomista xanthomista (Hübner, 1819), von Nordafrika durch das westliche Südeuropa bis nach Rumänien
- Polymixis xanthomista statices Gregson, 1869, Großbritannien
- Polymixis xanthomista lutea Schwingenschuss, 1963, Marokko
- Polymixis xanthomista hadenina Rungs, 1972, Marokko
- Polymixis xanthomista rmadia Rungs, 1967, Marokko
- Polymixis xanthomista meftouha Rungs, 1967, Marokko
- Polymixis xanthomista chehebia Rungs, 1972, Marokko